# 前532年
| 千纪： | 前1千纪 |
| 世纪： | 前7世纪 \| 前6世纪 \| 前5世纪 |
| 年代： | 前560年代 \| 前550年代 \| 前540年代 \| 前530年代 \| 前520年代 \| 前510年代 \| 前500年代 |
| 年份： | 前537年 \| 前536年 \| 前535年 \| 前534年 \| 前533年 \| 前532年 \| 前531年 \| 前530年 \| 前529年 \| 前528年 \| 前527年                                                                          |
| 纪年： | 周景王十三年 魯昭公十年 齐景公十六年 晋平公二十六年 秦哀公五年 宋平公四十四年 楚灵王九年 卫灵公三年 陈惠公二年 蔡灵侯十一年 曹武公二十三年 郑简公三十四年 燕悼公四年 吴王馀眛十二年 杞平公四年 |

## 大事記
- 孔子二十歲時生子，魯昭公派人賜以鯉魚，遂命名為孔鯉。
- 鲁国大夫季孫意如、孟僖子、叔弓率軍攻莒國，陷郠邑（山東沂水），殺俘祭亳社。
- 宋平公成卒，子宋元公佐嗣位。
- 晉平公彪卒，子晉昭公夷嗣位。

## 出生
- 孔鯉，孔子與亓官氏的兒子，述聖孔伋之父。

## 逝世
- 晉平公彪
- 宋平公成